# Carlos Saura Riaza
Carlos Saura Riaza (Villanueva de los Infantes, 1960) es un pintor español.

## Biografía
Carlos Saura Riaza nació en Villanueva de los Infantes (Ciudad Real) en 1960. Reside en Valencia desde 1963, ciudad donde ha generado la mayor parte de su obra y se ha desarrollado como artista.
A lo largo de su trayectoria ha realizado diversas exposiciones en diferentes ciudades españolas. Asimismo ha expuesto en diferentes ferias y certámenes nacionales e internacionales, como por ejemplo "Our world in the year 2000 International Contest", siendo uno de los 5 seleccionados por España.
Su obra "Porvenir" consiguió en 2006 el primer premio del I Concurso de Pintura Figurativa, organizado por la Fundació de les Arts i els Artistes y desde entonces forma parte de la colección permanente del Museo Europeo de Arte Moderno (MEAM) de Barcelona.

### Participación en exposiciones individuales y colectivas
- Galería 27 (Valencia)
- Galería Alcolea (Madrid)
- Museo Arteaga Alfaro de Villanueva de los Infantes (colección permanente).
- Exposición colectiva itinerante "Señales - Arte en la Carretera" (Junta de Comunidades de Castilla-La Mancha; Ayuntamiento de Cuenca; Universidad Carlos III; Centro Puerta de Toledo; Paseo del Arte (Madrid).)
- Mall Galleries de Londres (ver enlace)
- Edificio de las Naciones Unidas en Nueva York (ver enlace)
- World Trade Center (Estocolmo) (ver enlace)
- Museo Thyssen-Bornemisza (ver enlace) Archivado el 20 de octubre de 2007 en Wayback Machine.
- Centro de Cultura Contemporánea de Barcelona (ver enlace)
- Sammer Gallery (Marbella)
- Galería Braulio 2 (Castellón)

## Obra
Su estilo, enmarcado dentro del ámbito de la pintura figurativa, incide en aspectos como el simbolismo apoyándose en temas alegóricos. 
Desde este planteamiento, lo que persigue el autor, es establecer una comunicación que se desarrolla varios niveles desde el más obvio, apoyado en la parte figurativa, hasta los niveles más profundos que exigen el conocimiento de la trayectoria del artista y de elementos simbólicos, muchos de ellos de raíces paganas.
El esquema figurativo sobre el que basa su obra abarca temas muy variados (retratos, paisajes urbanos, escenas, etc.), aunque el resultado final va más allá del planteamiento figurativo, lo que permite dar a su obra un carácter social y personal netamente positivo.
Para este artista, en sus propias palabras, el arte "no es sólo belleza, sino que conlleva una función social, el reflejo de un anhelo, la convicción de que puede ayudar a mejorar el mundo que nos rodea".
La técnica pictórica en cuanto al tratamiento de las figuras, la luz y el color toma influencias de Velázquez y Sorolla. Asimismo, y pese al uso figuras geométricas y otros efectos que apoyan la composición y el mensaje final, su obra es claramente figurativa, con lo que se sitúa por encima de las modas y tendencias dominantes en gran parte del arte contemporáneo.
En el tratamiento de los temas se aprecia también la estrecha asociación entre el contenido figurativo y el musical, remitiendo a la esencia del mensaje de músicos como Beethoven o Wagner.